# 圣本笃宫
圣本笃宫（葡萄牙語：Palácio de São Bento）位于里斯本，是葡萄牙共和国议会的所在地。圣本笃宫始建于1598年，自1834年本笃会修道院在自由战争后被解散以来，一直是葡萄牙议会的所在地。在葡萄牙君主立宪制时期，这座宫殿一直是葡萄牙传统议会科尔特斯·热雷的所在地，直到1910年。
圣本笃公馆是葡萄牙总理的官邸，位于圣本笃宫的庭院内。

## 历史

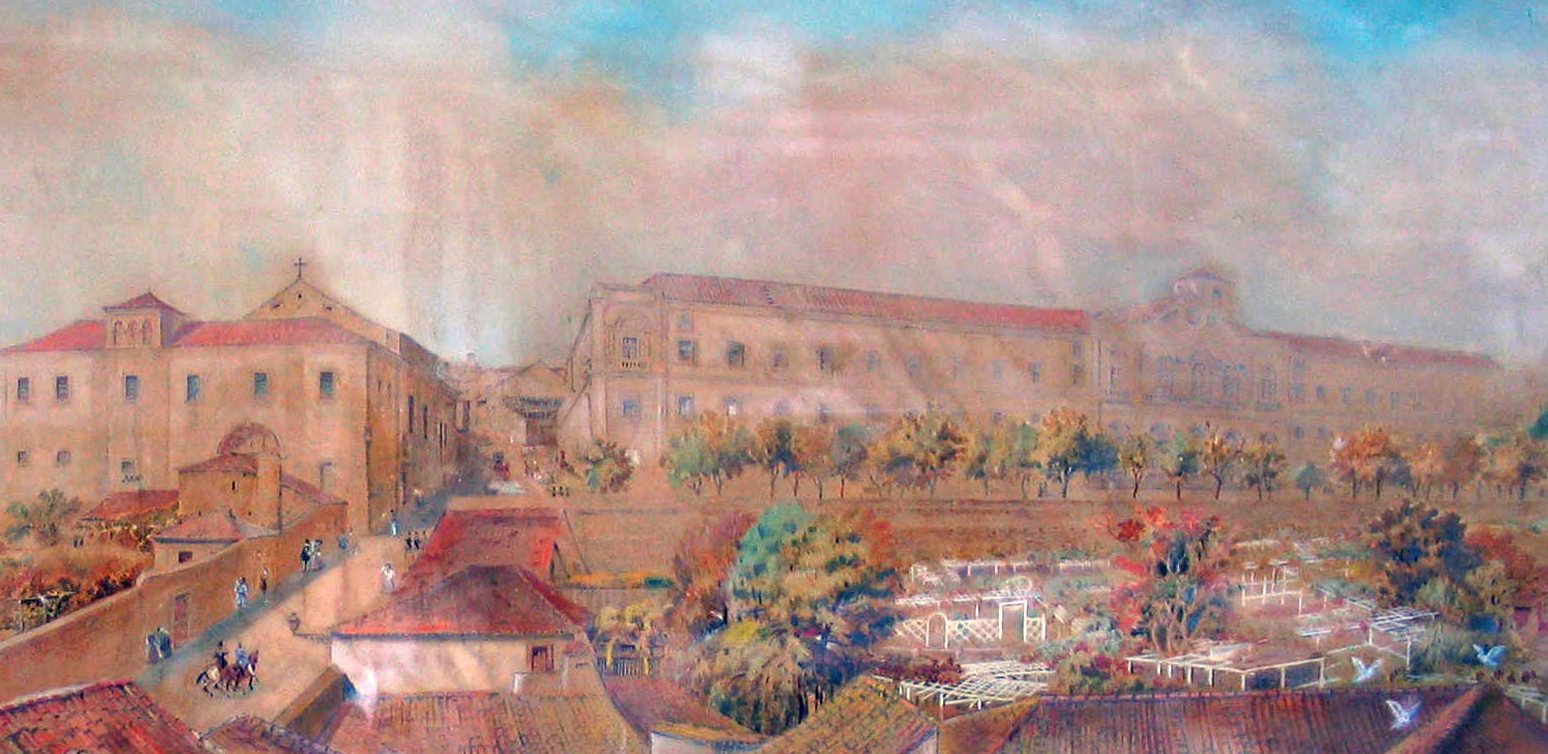
圣本笃宫，当时称为科尔特斯宫，约1851年。

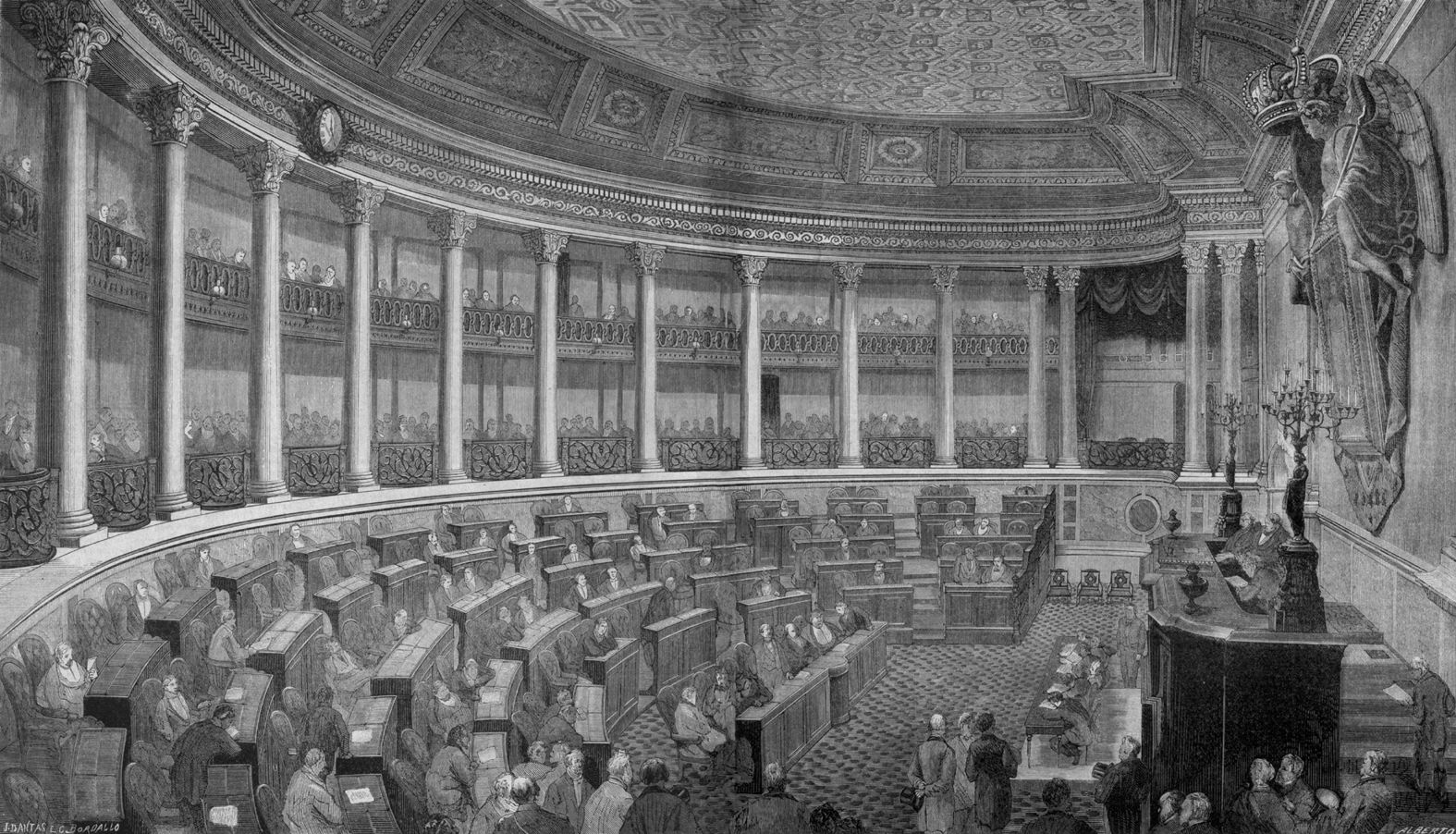
最值得尊敬的贵族议院，前科尔特斯·热雷的上议院，于1867年开庭。

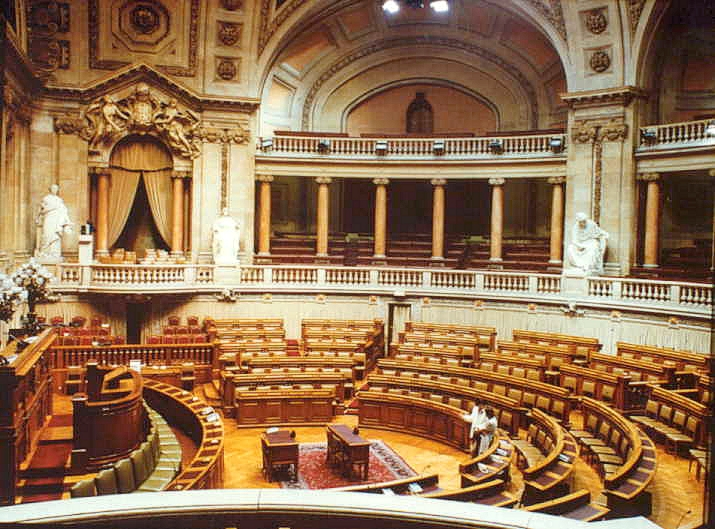
今天的共和国议会

这座宫殿起源于1598年在里斯本建立的第一个本笃会修道院。1615年，僧侣们在卡萨达索德（健康之家）定居下来，那里住着患有瘟疫的病人。这座新修道院建于17世纪，是耶稣会建筑师巴尔塔扎尔·阿尔瓦雷斯和乔·图里亚诺的一项工程。这幢长方形的大楼有一座教堂，教堂的两侧有两座塔楼、四个回廊、宿舍、厨房等。当新建筑的建筑工程几乎完成时，毁灭性的1755年里斯本大地震破坏了它。

### 议会
在自由主义革命（1820年）和葡萄牙的宗教修会被镇压（1834年）之后，僧侣们被驱逐出修道院，葡萄牙议会被安置在这栋建筑里，当时被称为议会宫（Palácio das Cortes或Parlamento）。从那时起，老修道院被系统地改造以适应新的功能。第一位负责的建筑师是设计第一间会议室的波西多尼奥·达·席尔瓦。
修道院的会堂（修道士们的聚会场所）在1867年被法国建筑师让·弗朗索瓦·科尔森完全改造成了议会厅。葡萄牙王国上议院在这里开会到1910年，接着是参议院，后来是社团议院，直到1976年宪法确立了一院制。
1895年，一场大火烧毁了下议院的会议厅，需要修缮和扩建议会大楼。葡萄牙建筑师米格尔·文图拉·特拉负责改建项目，该项目一直持续到20世纪40年代。文图拉·特拉为下议院建造了一个新的会议室(1903年落成)，并改变了建筑的立面，增加了新古典主义的柱廊和三角形的山墙。他还重新装修了中庭、巨大的内楼梯和许多其他房间。这些工程在20世纪20年代由建筑师阿道夫·马奎斯·达·席尔瓦继续进行。
20世纪40年代，在萨拉查的新国家政权统治时期，国会门廊前的纪念楼梯建成了。楼梯由克里斯提诺·达·席尔瓦设计，他同时还负责宫殿后面的花园项目。
自1974年康乃馨革命后，葡萄牙成为民主国家以来，宫殿前的区域一直是里斯本最受欢迎的游行示威地点。
1994-1997年，一座附属建筑在老宫殿附近建成。这座现代建筑由费尔南多·塔沃拉设计，在不改变历史面貌的情况下，扩大了葡萄牙议会的空间。
自2002年以来，圣本笃宫一直被列为国家纪念文物。

## 总理官邸

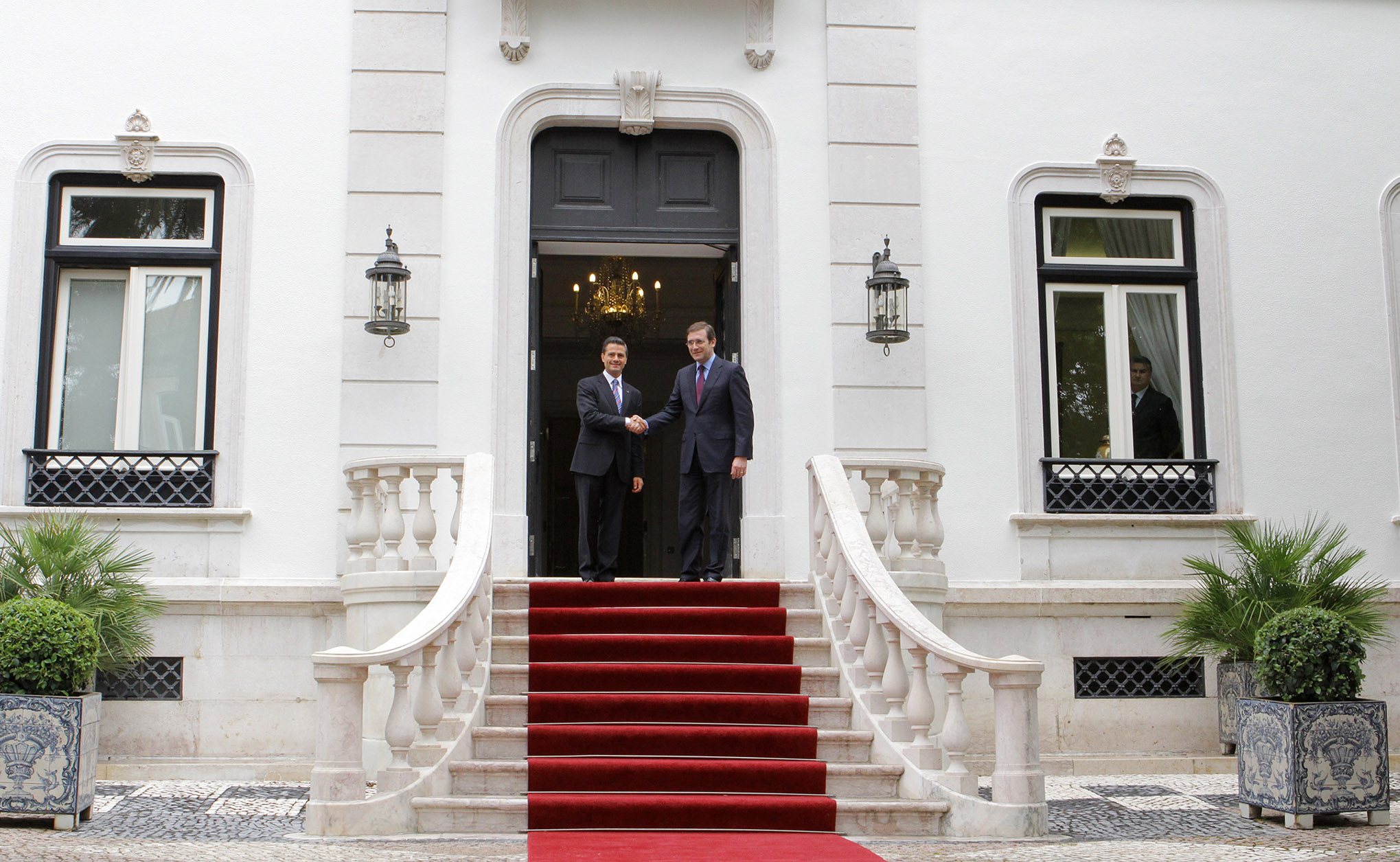
毗邻的是圣本笃公馆，也是总理官邸

就在主楼后面，有一座作为葡萄牙总理官邸的大厦。这座建于1877年的宅邸建在老修道院的花园内。自1938年萨拉查搬进来，这里就一直是总理的官邸。